# Camilla (Geórgia)
Camilla é uma cidade localizada no estado americano de Geórgia, no Condado de Mitchell.

## Demografia
Segundo o censo americano de 2000, a sua população era de 5669 habitantes.
Em 2006, foi estimada uma população de 5609, um decréscimo de 60 (-1.1%).

## Geografia
De acordo com o United States Census Bureau tem uma área de
15,8 km², dos quais 15,8 km² cobertos por terra e 0,0 km² cobertos por água. Camilla localiza-se a aproximadamente 61 m acima do nível do mar.

## Localidades na vizinhança
O diagrama seguinte representa as localidades num raio de 28 km ao redor de Camilla.